# Лајденфростов ефекат
Лајденфростов ефекат је појава лебдења течне капи изнад површине чија је температура знатно изнад тачке кључања течности. Кап на врелој површини 'лебди' јер је ослобођена пара врло слаб проводник топлоте па акумулирана између капи и вреле површине служи као топлотни изолатор. Дакле, кап непрекидно испарава али само по површини при чему је пара, као млазни мотор одржава на површини рингле, Када се капљица смањи, смањи се и количина ослобођене паре те кап на крају падне на врелу површину и испари кључајући.
Ефекат је добио име по немачком лекару, и теологу Јохану Лајденфросту (Johann Gottlob Leidenfrost) који га је први описао 1756. године у раду „Трактат о неким особинама обичне воде“ (De Aquae Communis Nonnullis Qualitatibus Tractatus).
Ефекат се најлакше опажа у кухињи када се на врелу плотну спусти кап обичне воде. Кап лебди изнад вреле површине, постепено се смањује и на крају испари, али знатно спорије него да спуштена на мање врелу плотну по којој би се кап разлила. По угледу на тачку кључања, темепратура изнад које долази до појаве ефекта назива се Лајденфростова тачка
Ефекат се објашњава малом топлотном проводљивошћу паре која штити кап од брзог испаравања. Кап врло брзо испарава на доњој страни која је ближе плотни и ослобођена пара је штити од брзог загревања. Ако је плотна довољно врела са капи испарава толико паре да долази до појаве малог надпритиска чија сила уравнотежује гравитациону. Ако је плотна довољно врела, дакле изнад Лајденфростове тачке, успоставља се стабилна равнотежа: ако се кап приближи плотни притисак порасте јер се ствара више паре. А што се више паре ствара, тим је капљица даље од површине. За све то време капљица се загрева и смањује. Све је мање паре да је одржава изнад површине, што коначно доводи до њеног пада на врелу површинуви скоро тренутног испаравања.